# التثقيف في مجال حقوق الإنسان
يُعرف التثقيف في مجال حقوق الإنسان (تدريس/ تعليم حقوق الإنسان) بأنه عملية التعلم التي تبني المعرفة والقيم والكفاءة المطلوبة المتعلقة بحقوق الإنسان والتي يتمثل الهدف منها في تطوير ثقافة مقبولة لحقوق الإنسان. هذا النوع من التثقيف يعلم الطلاب دراسة تجاربهم من وجهة نظر حقوق الإنسان مما يمكنهم من دمج هذه المفاهيم مع قيمهم وعملية صنع القرار. وفقًا لمنظمة العفو الدولية، فإن التثقيف في مجال حقوق الإنسان هو وسيلة لتمكين الناس من خلق المهارات والسلوكيات التي تعزز الكرامة والمساواة في المجتمع المحلي والمجتمع ككل وفي جميع أنحاء العالم.

## عدم التمييز
أشارت المبادرة الوطنية للاقتصاد والحقوق الاجتماعية إلى أهمية عدم التمييز في التثقيف في مجال حقوق الإنسان. يجب أن تضمن الحكومات ممارسة هذا النوع من التعليم دون تحيز للعرق أو الجنس أو اللون أو الدين أو اللغة أو الأصل القومي أو الاجتماعي أو الرأي السياسي أو الشخصي أو الميلاد أو أي وضع آخر. يمتلك جميع الطلاب وأولياء الأمور والمجتمعات الحق في المشاركة في صنع القرارات المؤثرة على مدارسهم وعلى الحق في الحصول على التعليم.

## التثقيف في مجال حقوق الإنسان والتدريب عليها
تشجع المفوضية السامية للأمم المتحدة لحقوق الإنسان على التثقيف في مجال حقوق الإنسان من خلال دعمها للمبادرات الوطنية والمحلية المتعلقة بالتثقيف في مجال حقوق الإنسان في سياق برامج التعاون التقني الخاصة بها ومشروع مساعدة تآزر المجتمعات الذي يدعم المشاريع الشعبية. مشروع تآزر المجتمعات أو مساعدة المجتمعات المحلية معًا هو نتاج التعاون بين المفوضية السامية للأمم المتحدة لحقوق الإنسان وبرنامج الأمم المتحدة الإنمائي من أجل إتاحة المنح لمؤسسات المجتمع المدني لتنفيذ أنشطة حقوق الإنسان في المجتمعات المحلية.
تقوم أيضًا المفوضية السامية للأمم المتحدة لحقوق الإنسان بتطوير المواد التدريبية والأدوات المرجعية المفضلة في مجال حقوق الإنسان، مثل قاعدة البيانات الخاصة بالتعليم والتدريب في مجال حقوق الإنسان، ومجموعة الموارد المتعلقة بالتثقيف والتدريب في مجال حقوق الإنسان، وقسم الويب الخاص بالإعلان العالمي لحقوق الإنسان. أخيرًا، تهتم المفوضية أيضًا بتنسيق البرنامج العالمي للتثقيف في مجال حقوق الإنسان.

### الإعلان العالمي لحقوق الإنسان
اعتُرف بالإعلان العالمي لحقوق الإنسان كوثيقة تاريخية في تاريخ حقوق الإنسان. صاغ هذا الإعلان ممثلون من مختلف البلدان والمناطق ممن يمتلكون تجارب قانونية وثقافية متباينة. أذاعت الجمعية العامة للأمم المتحدة هذا الإعلان في باريس، فرنسا في 10 ديسمبر من عام 1948. ينص هذا الإعلان على وجوب حماية حقوق الإنسان الأساسية. تُرجم هذا الإعلان إلى أكثر من 500 لغة في جميع أنحاء العالم.

## المطالبة بالتثقيف في مجال حقوق الإنسان
تستمر المطالبة بالتثقيف في مجال حقوق الإنسان بالنمو على مستوى العالم. تُعد المؤسسات الأكاديمية في وضع يسمح لها بتدريب الطلاب ليكونوا قادة أعمال مستقبليين قادرين على إدارة تأثير حقوق الإنسان في مؤسساتهم الخاصة. يدعو الميثاق العالمي للأمم المتحدة بالتعاون مع مبادئ التعليم الإداري المسؤول الشركات المختلفة إلى دمج الأعمال مع مواضيع حقوق الإنسان في مناهجها الدراسية.
نظم مركز آسيا والمحيط الهادئ للتعليم من أجل التفاهم الدولي مع مبادرة الأثر الأكاديمي للأمم المتحدة بشكل مشترك ندوة الأمم المتحدة للتثقيف بالمواطنة العالمية لعام 2018 في مقر الأمم المتحدة في مدينة نيويورك. تفيد هذه الندوات في صياغة الأفكار والمفاهيم الجديدة المتعلقة بالتثقيف في مجال حقوق الإنسان. يعد التثقيف في مجال حقوق الإنسان أمرًا بالغ الأهمية باعتباره أحد معايير مساءلة الحكومات والقادة السياسيين. بالإضافة إلى أنه يضفي وينشر مفردات حقوق الإنسان ويوفر نهجًا حاسمًا تجاه حقوق الإنسان.

## تاريخ التثقيف في مجال حقوق الإنسان
بدأ التشديد على التثقيف في مجال حقوق الإنسان في عام 1995 مع بداية عقد الأمم المتحدة للتثقيف في مجال حقوق الإنسان، على الرغم من أنه سبق تناوله في عام 1953 ضمن برنامج المدارس المرتبطة باليونسكو، والذي كان بمثابة «محاولة أولية للتثقيف في مجال حقوق الإنسان في المدارس الرسمية». جاء أول طلب رسمي بالحاجة إلى تثقيف الطلاب حول حقوق الإنسان في مقالة اليونسكو لعام 1974 بشأن التعليم بخصوص التفاهم الدولي، والتعاون والسلام، والتعليم المتعلق بحقوق الإنسان والحريات الأساسية. اجتمع المشاركون في المؤتمر الدولي المعني بالتثقيف في مجال حقوق الإنسان في عام 1978 في نهاية المطاف من أجل تشكيل تعريف محدد للآلية اللازمة لتطبيق التثقيف في المناهج الرسمية. تضمنت الأهداف التي وافق عليها المؤتمر آنذاك تشجيع المواقف المتسامحة مع التركيز على الاحترام، وتوفير المعرفة بحقوق الإنسان في سياق الأبعاد الوطنية والدولية وكذلك تطبيقاتها، وأخيرًا تنمية الوعي بحقوق الإنسان التي تترجم إلى واقع سواء كانت اجتماعية أو سياسية على الصعيدين الوطني والدولي.
أصبح التثقيف في مجال حقوق الإنسان اهتمامًا مركزيًا رسميًا على المستوى الدولي بعد المؤتمر العالمي لحقوق الإنسان في عام 1993. وقد جعل هذا المؤتمر مسألة التثقيف على رأس قائمة أولويات العديد من البلدان بشكل رسمي بالإضافة إلى أنه لفت انتباه الأمم المتحدة. بعد مرور عامين على ذلك، أقرت الأمم المتحدة عقد التثقيف في مجال حقوق الإنسان، الذي أصلح أهداف التطبيق مرة أخرى. منذ تطوير عقد الأمم المتحدة للتثقيف في مجال حقوق الإنسان، طُور دمج التثقيف في مجال حقوق الإنسان مع المناهج المدرسية الرسمية وتنوع بمساعدة المنظمات غير الحكومية والمنظمات الحكومية الدولية والأفراد الذين كرّسوا أنفسهم من أجل نشر الموضوع من خلال التعليم الرسمي.
يُعتبر الإعلان العالمي حاليًا، المستند الأكثر نفوذًا المستخدم لتحديد ما هو مؤهل ليكون حقًا من حقوق الإنسان وكيفية ممارسة هذه الأفكار والحقوق في الحياة اليومية. تبنت الجمعية العامة هذا الإعلان في عام 1948، ومنذ ذلك الحين، أصبح يوم 10 ديسمبر من كل عام يوم حقوق الإنسان السنوي.
استعمالات التثقيف في مجال حقوق الإنسان في القرن الواحد والعشرين
- إستراتيجية للتنمية (كلارنس دياز).
- التمكين (غارث ميينتييس).
- أداة تغيير لصالح حقوق المرأة (دوروتا غييرسز).
- إجراء قانوني محتمل، وأداة لتطبيق القانون (إدي كوفمان).
- تعليم قانوني للتحولات الاجتماعية وحساسية الإنسان (إدواردو بيتار).

## النقد
يؤكد نموذج سادبوري لمدارس التعليم الديمقراطي على وجوب تعلم القيم -بما في ذلك حقوق الإنسان- من خلال التجربة (بواسطة نظرية كولب التعليمية)، كما قال أرسطو: «بالنسبة للأشياء التي يجب أن نتعلمها قبل أن نتمكن من فعلها، نحن نتعلم من خلال القيام بها». ويؤكدون على ضرورة تشجيع المدارس على السلوك الأخلاقي والمسؤولية الشخصية من أجل هذا الغرض. يجب على المدارس احترام حقوق الإنسان في المدرسة من خلال السماح للطلاب بممارسة الحريات الثلاث الكبرى -حرية الاختيار وحرية العمل وحرية تحمل نتائج العمل- التي تشكل مسؤولية شخصية، وذلك من أجل تحقيق هذه الأهداف.